# Das Herz ist ein einsamer Jäger (Film)
Das Herz ist ein einsamer Jäger ist ein US-amerikanisches Filmdrama aus dem Jahr 1968 von Robert Ellis Miller nach dem 1940 erschienenen gleichnamigen Roman von Carson McCullers.

## Handlung
John Singer ist taub und arbeitet als Graveur in einer kleinen Stadt im Süden der USA. Sein einziger Freund ist Antonapoulos, ein Stummer, der geistig zurückgeblieben ist. Als sein Freund in ein Heim eingewiesen wird, verlässt John die Stadt und zieht in die Nähe des Heimes, um Antonapoulos nahe sein zu können. Er findet Arbeit und mietet ein Zimmer beim Ehepaar Kelly, das unter finanziellen Problemen leidet, weil Mr. Kellys Hüfte lädiert ist.
Mick, die 14 Jahre alte Tochter der Kellys, weigert sich, ihr Zimmer für John zu räumen. John versucht vorsichtig, eine Freundschaft zu dem Mädchen aufzubauen. Zur gleichen Zeit lernt er den alkoholkranken Arbeiter Blount und den verbitterten Dr. Copeland kennen, einen Schwarzen, der die Rassentrennung befürwortet und seine tödliche Krebserkrankung verheimlicht. Copeland macht es sehr zu schaffen, dass seine gebildete Tochter Portia als Dienstmädchen arbeitet und mit dem Feldarbeiter Willie Hamilton verheiratet ist.
John schließt Freundschaft mit Mick, die er für klassische Musik begeistern kann. Er besucht Antonapoulos, der an einer Niereninfektion erkrankt ist. John unternimmt mit seinem Freund einen Tagesausflug, fühlt sich aber, als er nach Hause kommt, viel einsamer als zuvor. Er erfährt, dass Copelands Schwiegersohn Willie im Gefängnis steckt. Er hat sich gegen eine Gruppe Weißer verteidigt, die ihn angegriffen haben. Nach einem erfolglosen Fluchtversuch wird Willie ein Bein amputiert.
Das Verhältnis zwischen Portia und ihrem Vater wird immer angespannter. Erst als sie von der Krankheit ihres Vaters erfährt, kehrt sie zu ihm zurück. Indessen hat Mick ihre Jungfräulichkeit an Harry, den Bruder eines Klassenkameraden, verloren. Sie erfährt von der Invalidität ihres Vaters. Es wird ihr klar, dass sie nach der Schule Arbeit finden muss, um die Familie zu unterstützen. Das verstörte Mädchen wendet sich nun ganz von John ab, der noch einmal seinen Freund Antanopoulos besuchen will. Doch in dem Heim teilt man ihm mit, dass sein Freund schon vor einigen Wochen verstorben sei.
Nachdem John das Grab seines Freundes besucht und sich von ihm in Gebärdensprache verabschiedet hat, sucht er sein Zimmer auf und begeht Selbstmord. Mehrere Monate später besucht Mick Johns Grab und begegnet dort Dr. Copeland. Sie unterhalten sich. Mick erzählt, dass Johns Geradlinigkeit ihr Mut gegeben habe, ihrer Zukunft ohne Angst zu begegnen.

## Kritiken
„Verfilmung des Romans von Carson McCullers, streckenweise sentimental und die psychologische Feinheit der Vorlage verfehlend. Die Qual der individuellen Isolierung in der Massengesellschaft wird vor allem dank des bemerkenswerten Hauptdarstellers dennoch intensiv vor Augen geführt.“

„Ergreifende Geschichte mit tollen Darstellern.“

„Die delikate wenn nicht gar fadenscheinige Tragödie von Carson McCullers erstem Roman auf die Leinwand zu übertragen war erkennbar keine einfache Sache. Und auch kein vollkommen erfolgreicher. The Heart Is a Lonely Hunter entwickelt sich zu einem fragmentierten episodenhaften Melodram mit holperigem dramatischen Höhepunkt und vorgegebenen Tempo.“

„Wer dieses Psychogramm einer amerikanischen Kleinstadt sieht, muß neben wertvollen Anregungen viele Klischees in Kauf nehmen. Einziger Trost: Das tägliche Leben besteht tatsächlich aus Klischees. Bemerkenswertes Spiel der Hauptdarsteller.“

## Auszeichnungen
- Gewinn
  - 1968: NYFCC-Award des New York Film Critics Circle für Alan Arkin als bester Hauptdarsteller
  - 1969: KCFCC-Award des Kansas City Film Critics Circle für Alan Arkin als bester Hauptdarsteller
  - 1970: Golden Laurel für James Wong Howe
- Nominierung
  - 1969: Oscarnominierungen in den Kategorien Bester Hauptdarsteller (Alan Arkin) und Beste Nebendarstellerin (Sondra Locke)
  - 1969: Nominierungen für den Golden Globe in den Kategorien Bester Film (Drama), Bester Hauptdarsteller (Drama), Beste Nebendarstellerin und Bester Nachwuchsdarstellerin (Sondra Locke)
  - 1969: WGA-Award der Writers Guild of America (Thomas C. Ryan)
  - 1970: 2. Platz bei der Verleihung der Laurel Awards für Alan Arkin (Male Dramatic Performance) und Sondra Locke (Female Supporting Performance), 8. Platz für Sondra Locke (Female New Face)

## Hintergrund
Die Premiere fand am 31. Juli 1968 statt. In Deutschland erschien er erstmals am 15. November 1968 in den Kinos.
Das Budget des Films lag bei ca. 2 Millionen US-Dollar, er spielte in den USA ca. 5,9 Millionen US-Dollar ein.
Gedreht wurde die Produktion der Warner Bros. in der Kleinstadt Selma im US-Bundesstaat Alabama. Die Dreharbeiten begannen drei Tage nach dem Tod der Autorin Carson McCullers, die am 29. September 1967 an den Folgen eines Schlaganfalls verstarb.
Für Sondra Locke, nominiert für den Oscar und Golden Globe, war es das Leinwand-Debüt. Robert Ellis Miller, vorher als TV-Regisseur tätig, inszenierte erstmals einen Kinofilm.